# 1919
1919 (MCMXIX) je bilo navadno leto, ki se je po gregorijanskem koledarju začelo na sredo.

## Dogodki
- 5. januar - Anton Drexler s somišljeniki v Bremnu ustanovi Nemško delavsko stranko, kasneje preimenovano v Nacionalsocialistično nemško delavsko stranko (NSDAP).
- 11. januar - Romunija priključi Transilvanijo.
- 18. januar - pričetek pariške mirovne konference v Versaillesu.
- 19. januar - v Beltincih katoliški Madžarski Slovenci odločijo o odcepitvi od Ogrske in se pridružijo Kraljevini Srbov, Hrvatov in Slovencev.
- 25. januar - v Parizu je ustanovljeno Društvo narodov.
- 3. februar - ruske sile zavzamejo Ukrajino.
- 6. februar - nemški parlament se zbere v Weimarju.
- 23. februar - Benito Mussolini ustanovi Nacionalno fašistično stranko.
- 26. februar - z odlokom ameriškega kongresa je večji del Velikega kanjona zaščiten kot narodni park.
- 2. marec - prvo srečanje Kominterne v Moskvi.
- 13. marec - admiral Kolčak začne ofenzivo proti boljševikom v ruski državljanski vojni.
- 21. marec - Béla Kun razglasi Madžarsko sovjetsko republiko
- 7. april - Antanta se umakne iz Odese.
- 6. maj - po sklepu mirovne konference v Versaillesu so Nemčiji odvzete njene kolonije.
- 7. maj - versajska pogodba je izročena nemški delegaciji.
- 15. maj - Grška vojska okupira Smirno v Mali Aziji.
- 6. junij - enote madžarske Rdeče armade napadejo in zatrejo teden dni prej ustanovljeno Mursko republiko.
- 14. junij - John Alcock in Arthur Brown poletita iz St. Johna na Novofunlandiji na prvem preletu Atlantika, ki ga zaključita naslednji dan
- 21. junij - nemška Visokomorska flota se sama potopi pri Scapa Flowu.
- 28. junij - s podpisom versajske pogodbe se konča prva svetovna vojna.
- 23. julij - ustanovljena Univerza v Ljubljani.
- 12. avgust - vojska Kraljevine Srbov, Hrvatov in Slovencev zasede Prekmurje.
- 19. avgust - Afganistan se osamosvoji izpod Združenega kraljestva.
- 31. avgust - ustanovljena je Ameriška komunistična partija
- 10. september - Saintgermainska pogodba konča vojno z Avstrijo.
- 28. oktober - odlok ameriškega kongresa uzakoni prohibicijo v Združenih državah Amerike.
- 19. november - Senat ZDA zavrne versajsko pogodbo.
- 30. november - razglašen je konec pandemije španske gripe.

## Rojstva
- 1. januar - Jerome David Salinger, ameriški pisatelj († 2010)
- 10. januar - Janko Bobetko, hrvaški general († 2003)
- 14. januar - Giulio Andreotti, italijanski politik († 2013)
- 19. januar - Joan Brossa, katalonski pesnik, dramatik in umetnik († 1998)
- 15. februar - Peter Žiža, slovenski nevrolog († 1983)
- 18. februar - Drago Leskovšek, slovenski kemik († 2010)
- 7. marec - Janez Bole, slovenski glasbeni pedagog in zborovodja († 2007)
- 18. marec - Elizabeth Anscombe, britanska filozofinja († 2001)
- 21. marec - Richard Mervyn Hare, britanski filozof († 2002)
- 15. april - Franjo Kuharić, hrvaški nadškof in kardinal († 2002)
- 17. april - Mihael Gunzek, slovenski klarinetist in pedagog († 2009)
- 1. maj - Ferry Souvan, slovenski besedilopisec († 1974)
- 7. maj - Eva Perón, argentinska političarka († 1952)
- 19. maj - Mitja Ribičič, slovenski politik († 2013)
- 20. julij - Edmund Percival Hillary, novozelandski alpinist in raziskovalec († 2008)
- 12. avgust - Eleanor Margaret Peachey Burbidge, angleška astronomka († 2020)
- 3. oktober - Matilde Camus, španska pesnica († 2012)
- 5. oktober - Boris Ščerbina, sovjetski politik († 1990)
- 30. oktober - Stane Kavčič, slovenski politik († 1987)
- 9. januar - James M. Buchanan, ameriški ekonomist in nobelovec († 2013)
- 1. november - Hermann Bondi, avstrijsko-angleški matematik, astrofizik, kozmolog († 2005)
- 19. november - Alan Young, kanadski igralec († 2016)
- 23. november - Peter F. Strawson, angleški filozof († 2006)
- 17. december - Tomáš Špidlík, češki jezuit in kardinal († 2010)

## Smrti
- 8. januar - Peter Altenberg, avstrijski pisatelj (* 1859)
- 15. januar -
  - Jérôme Eugène Coggia, francoski astronom (* 1849)
  - Rosa Luxemburg, poljsko-nemška socialistka judovskega rodu (* 1871)
  - Karl Liebknecht, nemški socialist (* 1871)
- 3. februar - Edward Charles Pickering, ameriški astronom, fizik (* 1846)
- 14. februar - Pavel Lutar, slovenski učitelj, pisec in ljudski zdravnik na Ogrskem (* 1839)
- 4. april - William Crookes, angleški fizik in kemik (* 1832)
- 10. april - Emiliano Zapata, mehiški revolucionar (* 1879)
- 29. april - Srečko Puncer, slovenski borec za severno mejo (* 1895)
- 6. maj:
  - Lyman Frank Baum, ameriški pisatelj (* 1856)
  - Franjo Malgaj, slovenski častnik, pesnik in borec za severno mejo (* 1894)
- 14. maj - Jožef Bagari, madžarsko-slovenski pisatelj (* 1840)
- 6. julij - Paul Deussen, nemški orientalist (* 1845)
- 15. julij - Hermann Emil Fischer, nemški kemik, nobelovec (* 1852)
- 9. avgust - Ernst Haeckel, nemški biolog, filozof, zdravnik in umetnik (* 1834)
- 22. september – Alojz Gašpar, slovenski pisatelj na Madžarskem (* 1848)
- 10. oktober - Martin Leo Arons, nemški fizik, socialist (* 1860)
- 15. november - Alfred Werner, švicarski kemik, nobelovec (* 1866)
- 18. november - Adolf Hurwitz, nemški matematik (* 1859)
- 13. december - Woldemar Voigt, nemški fizik (* 1850)
- 28. december - Johannes Rydberg, švedski fizik (* 1854)

## Nobelove nagrade
- Fizika - Johannes Stark
- Kemija - ni bila podeljena
- Fiziologija ali medicina - Jules Bordet
- Književnost - Carl Friedrich Georg Spitteler
- Mir - ni bila podeljena